# Rrëshen
Rrëshen (albanisch auch Rrësheni) ist eine Kleinstadt in Nordalbanien in der Gemeinde Mirdita. Es handelt sich um das Zentrum der  Mirdita. Im Jahr 2023 hatte die Stadt 6773 Einwohner. 2011 waren es noch 8.803 Einwohner gewesen, 2001 sogar 11.435 Einwohner.

## Geographie
Rrëshen ist rund 50 Kilometer nördlich von Tirana und rund 25 Kilometer vom Meer sowie der Stadt Lezha entfernt. Im hügeligen Gebiet der Mirdita liegt sie unweit der Stelle, wo sich der Fan i Vogël ("Kleiner Fan"), der Fan i Madh ("Großer Fan") und die Zmeja zum Fluss Fan vereinigen. Vom Flussbett der Zmeja zieht sich die Stadt an einem Hang hoch. Die den Berg hochsteigende Hauptstraße endet an einem zentralen Platz.

## Geschichte
Rrëshen ist eine junge Stadt, die auf Karten aus den 1920ern nur als kleines Dorf verzeichnet ist. Bis zum Zweiten Weltkrieg gab es in der Mirdita keine Stadt. Das Zentrum der Region war Orosh. Hier trafen sich die Familienoberhäupter der Mirditen zu Beratungen, einer Art Landsgemeinde bzw. Thing. In Orosh wohnte der Kapedan (Kapitän), der Anführer der Mirditen. Außerdem gab es eine Abtei, aus der das heutige Bistum Rrëshen hervorgegangen ist. Die Kommunisten kämpften gegen die Clan-Struktur der Nordalbaner, entmachteten den Kapedan und schlossen die Kirchen. Zum neuen Zentrum der Region bauten sie Rrëshen auf, das nicht so abgelegen war. Die ganze Region wurde industrialisiert. Westlich von Rrëshen wurden in Rubik, das heute die zweitgrößte Ortschaft in der Mirdita ist, ein Bergwerk und eine Kupferfabrik gegründet; im Osten entstand die Bergwerksstadt Kurbnesh. Auch in Rrëshen entstanden im Zusammenhang mit dem Bergbau Fabriken.
Seit dem Zusammenbruch des Kommunismus in Albanien stehen die Fabriken und die meisten Bergwerke still. Viele Einwohner mussten in die Zentren des Landes oder ins Ausland ziehen. Im Zuge der Landflucht aus den Bergdörfern wuchs aber auch Rrëshen weiter an, obwohl die Stadt kaum wirtschaftliche Perspektiven bietet.
Bis Sommer 2015 bildete Rrëshen eine eigenständige Gemeinde (bashkia) Die ehemalige Gemeinde bildet jetzt eine Verwaltungseinheit (njësia administrative) innerhalb der Gemeinde Mirdita, zu der noch 14 Dörfer gehören.

## Wirtschaft und Infrastruktur
Als Verwaltungszentrum der Mirdita verfügt Rrëshen über Behörden, weiterführende Schulen, ein Spital, ein aus kommunistischer Zeit stammendes Kulturhaus, Hotels und Restaurants. 
Die 2002 geweihte Kathedrale Jesus Heiland der Welt  ist Sitz des römisch-katholischen Bistums Rrëshen.

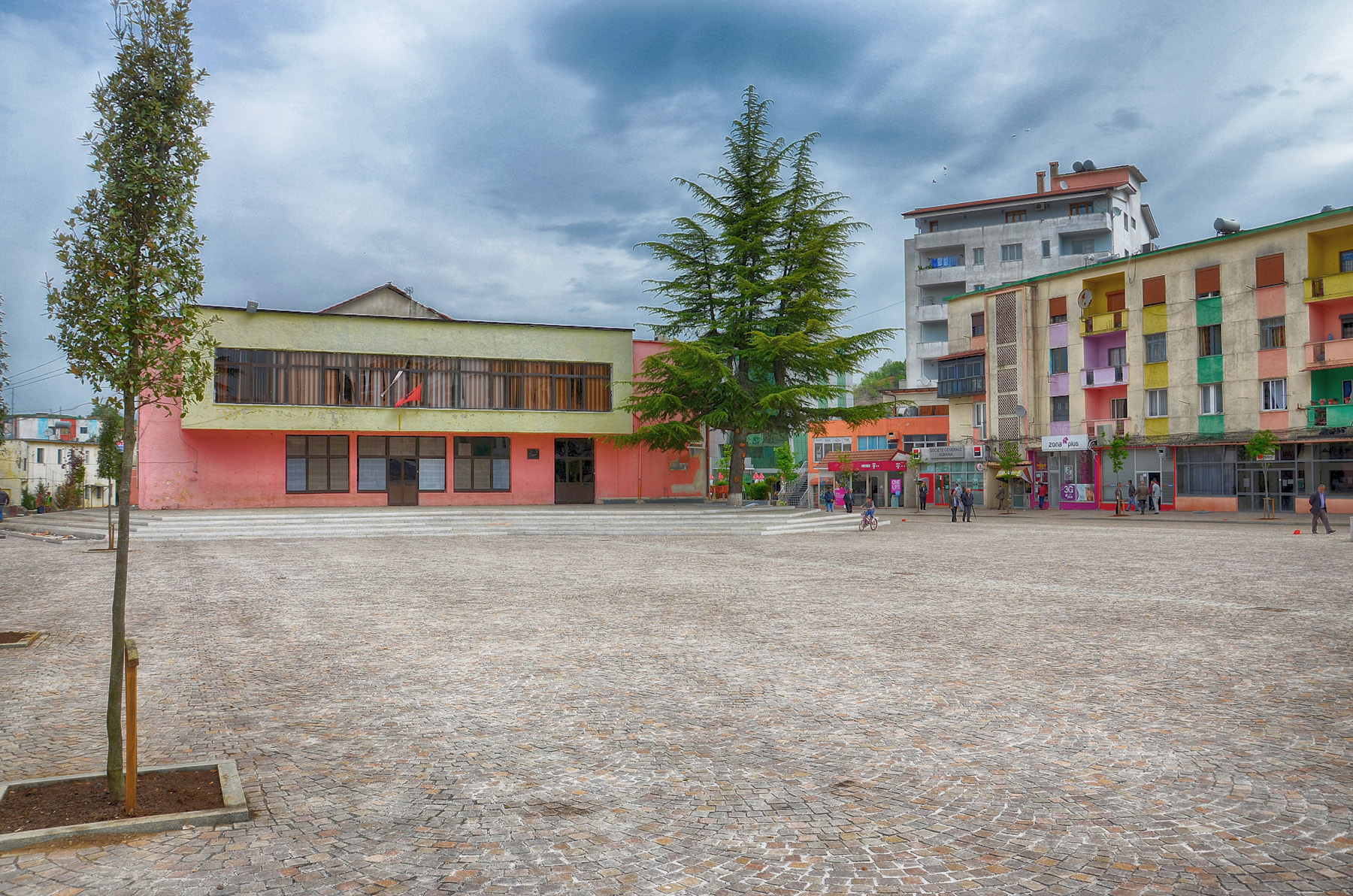
Hauptplatz

Die wichtige Verbindungsstraße von Durrës beziehungsweise Tirana über Milot und Kukës nach Kosovo führt an der Stadt vorbei. Im Sommer 2009 wurde die neue Autobahn 1 mit dem Kalimash-Tunnel dem Verkehr übergeben, die die Stadt am Rand passiert. Die abgelegene Bergregion verfügt so über eine gute Straßenanbindung an die Wirtschaftszentren Albaniens und Kosovos. 
Die Bahnstrecke Milot–Klos der albanischen Eisenbahn wurde 1989 bis Rrëshen freigegeben. Personenverkehr gab es nur kurze Zeit und seit 1997 verkehren keine Züge mehr nach Rrëshen. Die neue Autobahn wurde mehrheitlich auf ihrer Trasse erstellt.

## Persönlichkeiten
- Fatmir Vata (* 1971), Fußballspieler
- Eugent Bushpepa (* 1984), Sänger